# André Steiner
André Steiner (født 8. februar 1970 i Gera, Østtyskland) er en tysk tidligere roer og olympisk guldvinder.
Steiner blev juniorverdensmester i dobbeltsculler i 1987 og vandt bronze ved junior-VM i singlesculler året efter, begge dele for DDR. Som senior vandt han VM-bronze i dobbeltsculler i 1991, nu for det forenede Tyskland, og han kom med i dobbeltfireren fra 1993. Samme år var han med til at vinde VM i denne båd, og de følgende år blev det til bronze og sølv ved VM. Tyskerne var derfor blandt favoritterne ved OL 1996 i Atlanta, hvor de ud over Steiner stillede op med Andreas Hajek, Stephan Volkert og André Willms, der alle tre havde vundet guld ved forrige OL. Deres største konkurrenter mentes at være Italien, der havde vundet VM de to foregående år, og begge nationer vandt da også deres indledende heats og semifinaler. I finalen vandt tyskerne sikkert, mens italienerne gik helt ned og havnede uden for medaljerne på en fjerdeplads. I stedet var det USA, der kom ind på andenpladsen, mens Australien blev nummer tre.
Han var i 1993 begyndt på tandlægestudiet, og efter OL i 1996 indstillede han rokarrieren for at hellige sig studierne. Han har efterfølgende haft egen praksis.

## OL-medaljer
- 1996:  Guld i dobbeltfirer